# Teplice
Teplice nằm trong lưu vực giữa hai dãy núi České středohoří và Krušné hory, cách không xa biên giới với nước Đức. Từ thời xưa con đường đi qua hai dãy núi Krušné hory và České středohoří là cầu nối kinh doanh buôn bán giữa nước Séc và những nước láng giềng lân cận. Những yếu tố giúp cho sự phát triển và đi lên của thành phố Teplice gồm có: thương mại, khai thác mỏ và các khu điều dưỡng (SPA). Thành phố cũng khá nổi tiếng về mặt tôn giáo khi nhiều tu viện được xây dựng tại nơi đây bắt đầu từ thế kỷ thứ 12 (ví dụ như tu viện Benedictine của thánh Jan Křtitel).
Ngoài ra thành phố còn có rất nhiều những điểm tham quan hay danh lam thắng cảnh đẹp như:
- Lâu đài cổ được xây dựng từ thế kỷ thứ 16 – một trong những tàn tích còn lưu lại được từ tu viện Romanesque trước đó
- Zámecké náměstí (Castle Square) – là một công viên được xây theo kiến trúc của Anh với rất nhiều những bức tượng nổi tiếng được tạc bởi nhà điêu khắc Matthias Braun vào những năm đầu của thế kỷ thứ 18.
- Teplice cũng sở hữu rất nhiều những nhà thờ, lâu đài, tu viện quan trọng và cổ kính khác nữa.

## Lịch sử thành phố Teplice
Các nhà khảo cổ học đã chứng minh rằng cách đây khoảng 40 000 đến 10 000 năm trước công nguyên đã có những người đầu tiên sinh sống trên mảnh đất Teplice hiện nay. Bằng chứng là dựa vào độ tuổi của các dụng cụ săn bắn và lượm hái mà con người khi đó đã dùng và được tìm thấy ở Hudcova và sườn núi Doubravské.
Sự kiện quan trọng tiếp theo rơi vào thời kì đồ đồng (1800 - 800 trước công nguyên). Lại một lần nữa tại núi Doubravské, các nhà khảo cổ học đã phát hiện ra những ngôi mộ cổ với những bộ xương cũng như rất nhiều đồ vật bằng đồng khác.
Bộ tộc người Celtic đã bắt đầu sinh sống và định tại Teplice bắt đầu từ thế kỷ thứ 4 trước công nguyên. Nhờ có bộ tộc người Celtic nên các khu an dưỡng (SPA) của thành phố được xác định là một trong những SPA lâu đời nhất của Trung Âu. Sau này, vào năm 1879 đã tìm thêm được những di vật của người Celtic như tiền xu có in hình con ngựa và con lợn trên bề mặt đồng tiền.
Từ thế kỷ thứ 9 (sau công nguyên) những người dòng Slovan bắt đầu định cư tại thành phố. Cái tên Teplice là do người Slovan đặt, nó có nghĩa là "suối nước nóng". Nhờ vào công hiệu chữa bệnh của "suối nước nóng" cũng như lịch sử của nó mà Teplice trở thành thành phổ nổi tiếng với rất nhiều những khu an dưỡng của mình.
Các khu SPA bắt đầu phát triển từ thế kỷ thứ 16 khi mà ông Volf z Vřesovic (chủ sở hữu cả Teplice thời đó) đã cho xây dựng những tòa nhà đá với hồ bơi riêng biệt cho nam giới và nữ giới. Ông còn xây những cơ sở hạ tầng quan trọng khác như là bệnh viện, ký túc xá, nhà trọ... Với những cơ sở hạ tầng tốt cũng như được sự ưu đãi của thiên nhiên Teplice đã thu hút rất nhiều khách hàng giàu có về thành phố mình nghỉ ngơi. Về sau thành phố được chuyển tên cho những đời chủ như Vilém Vchyňský, Jan z Aldringenu và Cláry-Aldringenové (đến tận năm 1945).
Các khu SPA mới dần dần mọc lên, ví dụ như Sirné lázně, Hadí lázně và Kamenné lázně.
Cuối thế kỷ thứ 18 đã xảy ra một trận hỏa hoạn lớn làm thiêu cháy phần lớn thành phố nhưng Teplice đã nhanh chóng phục hồi và xây dựng lại thành phố của mình.
Những vị khách nổi tiếng đã từng an dưỡng tại các SPA của Teplice bao gồm:
hoàng đế Áo - Franz Ferdinand I, vua Phổ - Friedrich Wilhelm III., Nga hoàng - Nicholas Alexander, J.W. Goethe, Ludwig van Beethoven, A. Humboldt, F. Chopin, F. Palacky, J. Dobrovsky, A. Schopenhauer
Vào thế kỷ thứ 19 SPA của Teplice còn được mệnh danh là"Le petit Paris". Trong nửa cuối thế kỷ 19 nền công nghiệp khai thác than của Teplice được mở rộng. Ngoài ra các ngành công nghiệp sản xuất thủy tinh, sứ, dệt may và hóa chất vẫn còn hoạt động cho đến ngày nay.
Ngành công nghiệp SPA bị chững lại trong thời kì Đại chiến thế giới lần thứ hai cũng như sau sự ra đời của chủ nghĩa xã hội. Phải sau năm 1989 ngành công nghiệp SPA mới dần dần phát triển trở lại để được như ngày nay.